# 后滴门
后滴门（学名：Metamonada）是古虫界下的一个门。

## 下属分类
本门包括以下纲：
- Anaeromonadea
- Carpediemonadea
- Retortamonadea
- Trepomonadea
- Trichomonadea
- Trichonymphea

纲、目和科的地位未定的属：
- Barthelona Bernard, Simpson & Patterson, 2000